# جون ر. موردوك
جون ر. موردوك (بالإنجليزية: John R. Murdock)‏ هو كاتب وسياسي أمريكي، ولد في 20 أبريل 1885 في الولايات المتحدة، وتوفي في 14 فبراير 1972 في نفس البلد. حزبياً، نشط في الحزب الديمقراطي. وقد انتخب عضو مجلس النواب الأمريكي.